# Sainte-Magnance
Sainte-Magnance är en kommun i departementet Yonne i regionen Bourgogne-Franche-Comté i norra Frankrike. Kommunen ligger i kantonen Guillon som tillhör arrondissementet Avallon. År 2022 hade Sainte-Magnance 480 invånare.

## Befolkningsutveckling
Antalet invånare i kommunen Sainte-Magnance
| Referens: INSEE |